# تول‌پادل
تول‌پادل (به انگلیسی: Tolpuddle) یک روستا و محله مدنی در بریتانیا است که در West Dorset واقع شده‌است. تول‌پادل ۴۲۰ نفر جمعیت دارد.